# دهلران
دِهلُران شهری در مرکز شهرستان دهلران در جنوب استان ایلام ایران است. این شهر در استان از نظر جمعیت رتبهٔ سوم را داراست و از نظر مساحت اولین شهرستان استان است. دهلران نسبت به دیگر شهرستان‌های استان ایلام، مرز مشترک بیشتری با کشور عراق دارد.
در سال ۱۳۹۳ خورشیدی، مساحت حریم قانونی شهر ۵۴/۱۰۴ کیلومترمربع و مساحت محدوده خدماتی شهر ۳۶/۴ کیلومتر مربع بوده است.

## جغرافیا
این شهر در فاصله ۲۳۰ کیلومتری شهر ایلام و در قسمت جنوب شرقی این استان قرار گرفته است. حدود چهارگانه شهر عبارتنداز: شمال به شهرستان ابدانان، از جنوب به کشور عراق از شرق به خوزستان و از غرب به شهرستان مهران محدود می‌شود.

## وجه تسمیه ( علت نام گزاری )
از آنجا که از گذشته‌های دور مردم ساکن این شهرستان را لران تشکیل‌می‌داده‌اند، این سرزمین به ده‌لر معروف شد و به مرور زمان به دهِ‌لران و سپس به دهلران تغییر نام داد.

## جمعیت
بر پایه سرشماری عمومی نفوس و مسکن در سال ۱۳۹۵ جمعیت این شهر ۳۲٬۹۴۱ نفر (۹٬۲۰۴خانوار) بوده است.

## حوزه انتخاباتی
حوزه انتخاباتی این شهر، حوزه انتخاباتی دهلران و دره‌شهر و آبدانان است و هم‌اکنون نماینده این حوزه، بهزاد علیزاده است.

## زبان
مطابق وبسایت اطلس زبان‌های ایران غالب سکنین شهر دهلران به ترتیب به به لری شمالی و کردی جنوبی با گویش کُردلی سخن می‌گویند. برخی پژوهشگران گویش کردی کردلی را جزء گویش کردی ایلامی می‌شمارند و برخی آن را مجزاء در ذیل کردی جنوبی قرار می‌دهند. آنونبی ادعا می‌کند بخشی از جمعیت استان‌های کرمانشان و ایلام ادعای قومیت لری دارند، اما به نظر می‌رسد که حداقل برخی از این افراد به کردی جنوبی صحبت می‌کنند. به باور برخی پژوهشگران، گویش لری دهلرانی با گویشهای لُری شوهانی، لُری آبدانانی، لُری دره شهری استان ایلام و لُری پلدختری، لُری اندیمشکی، لُری خرم‌آبادی و بخش‌هایی از شهرستان دورود در استان لرستان شباهت‌های بسیار زیادی دارد. هرکدام از این گویشها دارای لهجه‌های مختص به خود می‌باشد.

## پیشینهٔ تاریخی
به نظر می‌رسد که بین ۵٬۰۰۰ تا ۱۰٬۰۰۰ سال پیش دشت دهلران برای سکونت گروه‌های انسانی در دوران پیش از تاریخ مناسب بوده است و از مهم‌ترین محل‌های باستانی این دشت می‌توان تپه‌های علی‌کش و چغاسفید را نام برد. در این مناطق اشیایی مانند تیغه‌های مخصوص بریدن ساقه‌های حبوبات متعلق به دوره نو سنگی یافت شده‌اند و می‌توان گفت که این تپه‌ها باقی‌مانده‌های قدیمی‌ترین و شاید جزء اولین دهکده‌های دائمی‌باشند که در تاریخ بشر به وجود آمده‌اند.

## مکان‌های دیدنی

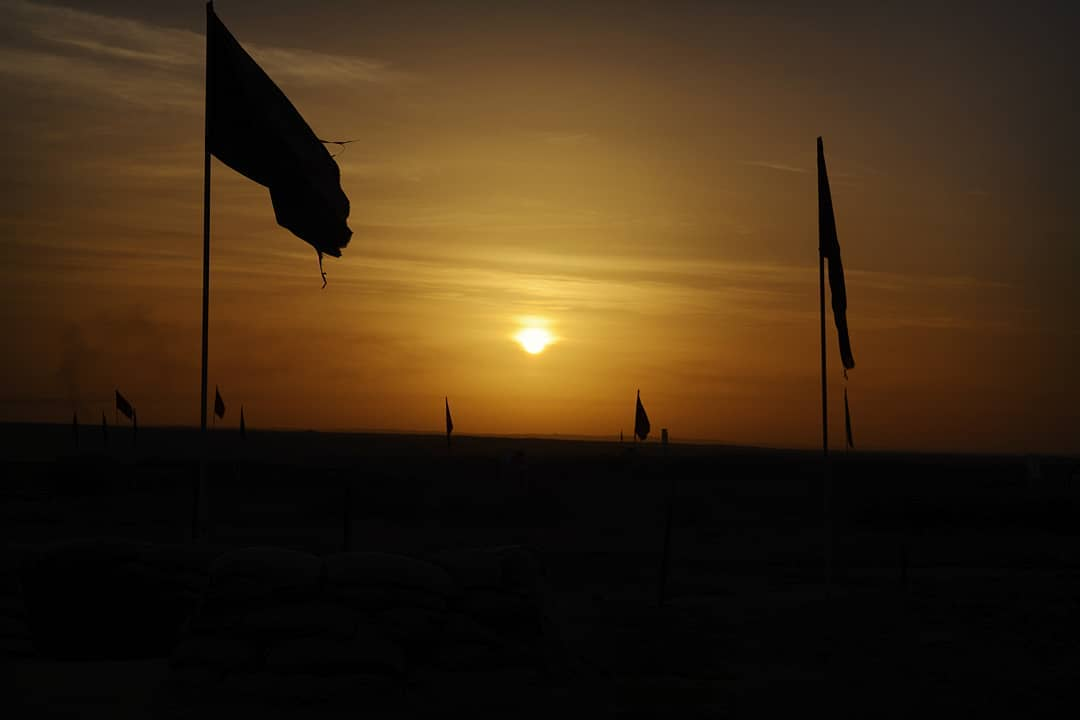
یادمان شرهانی